# Kpané
Kpané est l'un des six arrondissements de la commune de Pèrèrè dans le département du Borgou au Bénin.

## Géographie
L'arrondissement de Kpané est situé au nord-est du Bénin et compte 3 villages que sont Kpane Bougnerou, Kpane Guea et Taberou.

## Démographie
Selon le recensement de la population de 2013 conduit par l'Institut national de la statistique et de l'analyse économique (INSAE), Kpané compte 3067 habitants  .